# 吳叔潤
吳叔潤（14世紀—15世紀），字子愉，江西南昌府豐城縣暘源人，明朝政治人物。

## 生平
永樂三年（1405年），吳叔潤中式乙酉科江西鄉試舉人，四年（1406年）聯捷進士，獲授監察御史，患病時群醫束手無策，得名醫毛梓孫診治才痊癒，後陞浙江按察司僉事，兼管處州銀爐，查核有法，剩下羨餘三千金，適逢衢州、嚴州飢荒，將金錢充用賑濟，再調任廣西，秩滿後稱病回鄉。

## 引用
1. 1 2  同治《豐城縣志·卷十二·人物志二》：吳叔潤，字子愉，暘源人，永樂進士，授監察御史，尋陞浙江僉事，兼監處州銀爐，稽覈有法，積羨三千金，適衢嚴二郡歲荒用以賑濟，復除廣西，秩滿引疾歸。
2. ↑  同治《豐城縣志·卷八·選舉志》：明……永樂三年乙酉鄉試 解元張叔豫……吳叔潤 詳進士……永樂四年丙戌林環榜 吳叔潤 暘源人，浙江僉事，有傳
3. ↑  《古今圖書集成·博物彙編·第五百三十四卷·醫部醫術名流列傳十一》：毛梓孫 按《處州府志》：毛梓孫，松陽人。好軒岐術，受業於顧希武。時御史吳叔潤病瘠，環醫無措，梓孫以數劑瘥之。